# Heteronychus costatus
Heteronychus costatus är en skalbaggsart som beskrevs av Lansberge 1886. Heteronychus costatus ingår i släktet Heteronychus och familjen Dynastidae. Inga underarter finns listade i Catalogue of Life.